# (1333) Cevenola
(1333) Cevenola – planetoida z grupy pasa głównego asteroid okrążająca Słońce w ciągu 4 lat i 100 dni w średniej odległości 2,63 au. Została odkryta 20 lutego 1934 roku w Algiers Observatory w Algierze przez Odette Bancilhon. Nazwa planetoidy pochodzi od francuskiej nazwy Sewenny, łańcuchu górskiego we Francji. Przed nadaniem nazwy planetoida nosiła oznaczenie tymczasowe (1333) 1934 DA.

## Księżyc planetoidy
W październiku 2008 roku poinformowano o odkryciu naturalnego satelity tej planetoidy. Jest to obiekt o rozmiarach około 6,4 km.